# Lijst van Belgische deelnemers aan de Paralympische Winterspelen 1988
Deze lijst van Belgische deelnemers aan de Paralympische Winterspelen 1988 in Innsbruck. geeft een overzicht van de sporters die zich hebben gekwalificeerd voor de Spelen.
| Paralympiër      | Sport       | Onderdeel                                 | Ervaring   |
| ---------------- | ----------- | ----------------------------------------- | ---------- |
| Pierre de Coster | Alpineskiën | Afdaling Klasse B2 Reuzenslalom Klasse B2 | 3de Spelen |
| Willy Mercier    | Alpineskiën | Afdaling Klasse B1 Reuzenslalom Klasse B1 | 3de Spelen |